# ROKS Dosan Ahn Changho
Le ROKS Dosan Ahn Changho (SS-083) est un sous-marin de la Marine de la république de Corée. C’est le navire de tête de la classe Dosan Ahn Changho (KSS-III). Il a été mis en service en 2021.

## Conception
La classe Dosan Ahn Changho est équipée du système de lancement vertical coréen et pourra transporter jusqu’à dix missiles de croisière d’attaque terrestre indigènes « Chonryong » et des missiles balistiques lancés par sous-marin (SLBM) « Hyunmoo ». Ils deviennent ainsi les premiers sous-marins de la marine sud-coréenne à avoir ce type de capacité. Ils auront également de nombreuses autres améliorations par rapport à leurs prédécesseurs et seront construits avec une plus grande proportion de technologies sud-coréennes, en particulier dans les derniers lots, qui comprendront des batteries lithium-ion Samsung SDI,. Mesurés avec un déplacement de plus de 3800 tonnes en immersion lors d’essais en mer, ce sont les plus grands sous-marins conventionnels jamais construits par la Corée du Sud. Les navires du lot II auront un déplacement augmenté d’environ 450 tonnes pour le porter à 4250 tonnes en immersion, selon l’Administration du programme d’acquisition de la défense.

## Carrière
La quille du Dosan Ahn Changho a été posée le 17 mai 2016 par Daewoo Shipbuilding & Marine Engineering à Geoje, et il a été lancé le 14 septembre 2018. Il a commencé ses essais en mer en 2019 et a été mis en service le 13 août 2021. Le 15 septembre 2021, il aurait tiré avec succès un nouveau missile balistique lancé par sous-marin (SLBM) alors qu’il était en immersion sous la supervision du président de la république de Corée de l’époque, Moon Jae-in.